# Jacques Ouvard
Jacques Ouvard, nom de plume du Révérend Père Roger Guichardan, né le 16 octobre 1906 à Chambéry en Savoie et décédé le 19 novembre 1985 à Sceaux, est l'auteur d'une série de vingt romans policiers français mettant en scène frère Boileau.

## Biographie
Après des études à l'université de Lille, Roger Guichardan obtient en 1933 un doctorat en théologie avec une thèse sur le problème de la simplicité divine aux XIVe siècle et XVe siècle. Prêtre de l'ordre des Augustins de l'Assomption, il fait paraître divers ouvrages religieux, une biographie du résistant Jean Traversat et occupe le poste de rédacteur à l'hebdomadaire Le Pèlerin.
En 1959, à la demande de l'éditeur Albert Pigasse, il publie sous le pseudonyme de Jacques Ouvard L'assassin est dans le couvent. Ce roman policier remporte le prix du roman d'aventures et amorce la série consacrée aux enquêtes de frère Boileau, un moine catholique et fin limier, dont les aventures rappellent parfois celles du père Brown de G. K. Chesterton, l'humour britannique et l'originalité thématique en moins.
Il est médaillé de la Résistance, est fait chevalier de la Légion d'honneur, promotion du Premier ministre, le 14 juillet 1970.
Il est élu à l'Académie des sciences, belles-lettres et arts de Savoie en 1964, devenant un membre titulaire effectif.

## Œuvre

### Romans

#### SérieFrère Boileau
- L'assassin est dans le couvent, Paris, Librairie des Champs-Élysées, Le Masque no 641, 1959.
- La Piste olympique, Paris, Librairie des Champs-Élysées, Le Masque no 686, 1960.
- Sonnez les matines, Paris, Librairie des Champs-Élysées, Le Masque no 750, 1962.
- Doucement les basses, Paris, Librairie des Champs-Élysées, Le Masque no 813, 1964.
- Le Plongeon du Frère Boileau, Paris, Librairie des Champs-Élysées, Le Masque no 852, 1964.
- Frère Boileau se fâche, Paris, Librairie des Champs-Élysées, Le Masque no 892, 1965.
- Frère Boileau les fait danser, Paris, Librairie des Champs-Élysées, Le Masque no 944, 1966.
- Les Mensonges du Frère Boileau, Paris, Librairie des Champs-Élysées, Le Masque no 991, 1967.
- Pas de gaffe, Frère Boileau, Paris, Librairie des Champs-Élysées, Le Masque no 1040, 1968.
- S.O.S. Frère Boileau, Paris, Librairie des Champs-Élysées, Le Masque no 1196, 1971.
- La Demoiselle et Frère Boileau, Paris, Librairie des Champs-Élysées, Le Masque no 1248, 1972.
- Frère Boileau au four et au moulin, Paris, Librairie des Champs-Élysées, Le Masque no 1353, 1973.
- Frère Boileau et son cochon, Paris, Librairie des Champs-Élysées, Le Masque no 1248, 1974.
- La mort vient du ciel, Paris, Librairie des Champs-Élysées, Le Masque no 1400, 1975.
- Une lame de fond, Paris, Librairie des Champs-Élysées, Le Masque no 1458, 1976.
- La Pie-grièche, Paris, Librairie des Champs-Élysées, Le Masque no 1504, 1977.
- Le Libyen, Paris, Librairie des Champs-Élysées, Le Masque no 1547, 1978.
- Le Gendarme et la Minerve, Paris, Librairie des Champs-Élysées, Le Masque no 1588, 1979.
- Le Caillou dans la vitrine, Paris, Librairie des Champs-Élysées, Le Masque no 1626, 1980.
- Piqué au vif, Paris, Librairie des Champs-Élysées, Le Masque no 1660, 1981.

### Autres publications signées Roger Guichardan
- La Chasse aux prophéties, Lyon, Bonne Presse, 1943.
- Jean Traversat, scout-routier, Paris, Bonne Presse, 1945.
- Pourquoi je fuis les cartomanciennes, Paris, Bonne Presse, 1946.
- Sainteté des mamans, Paris, Édition du Centurion, 1967.
- D'un cœur grand et libéral, Paris, Éditions S.O.S., 1983.

## Sources
- Jacques Baudou et Jean-Jacques Schleret, Le Vrai Visage du Masque, vol. 1, Paris, Futuropolis, 1984, 476 p. (OCLC 311506692), p. 332.
- Jean Marie Mayeur et Christian Sorrel, Dictionnaire du monde religieux dans la France contemporaine, t. 8, Éditions Beauchesne, 1996, 441 p. (ISBN 978-2-7010-1330-5, lire en ligne), p. 231
- Anne Martinetti, "Le Masque" : histoire d'une collection, Amiens, Encrage, coll. « Références » (no 3), 1997, 143 p. (ISBN 978-2-906389-82-3), p. 87.
- Claude Mesplède (dir.), Dictionnaire des littératures policières, vol. 2 : J - Z, Nantes, Joseph K, coll. « Temps noir », 2007, 1086 p. (ISBN 978-2-910686-45-1, OCLC 315873361), p. 470.